# Железнодорожное (Крым)
Железнодоро́жное (укр. Залізничне, крымскотат. Jeleznodorojnoye, Железнодорожное) — село в Бахчисарайском районе Крыма, центр Железнодорожненского сельского поселения (Железнодорожненкого сельского совета).

## Современное состояние
На 2018 год в Железнодорожном 9 улиц, площадь, занимаемая селом, 57,6 гектара, на которой, в 122 дворах, по данным сельсовета, на 2009 год, числилось 923 жителя (по переписи 1989 года — 854 человека),
ранее входило в состав совхоза им. Коминтерна. В селе действует средняя общеобразовательная школа, Дом культуры и отделение связи, фельдшерско-аукшерский пункт, магазины и кафе, функционитует сельхозпредприятие ООО «Долина».

## Население
| 2001 | 2014 |
| ---- | ---- |
| 794  | ↗970 |

Всеукраинская перепись 2001 года показала следующее распределение по носителям языка
| Язык             | Процент |
| ---------------- | ------- |
| русский          | 80.48   |
| крымскотатарский | 11.21   |
| украинский       | 4.53    |

### Динамика численности
| - 1974 год — 689 чел. - 1989 год — 854 чел. - 2001 год — 794 чел. | - 2009 год — 923 чел. - 2014 год — 970 чел. |

## География
Село расположилось в центральной части района, на левом берегу реки Кача, на пересечении речной долины с долиной между Внешней и Внутренней грядами Крымских гор. Село лежит на 40-м километре шоссе 35Р-001 (по украинской классификации — Н06 Симферополь — Севастополь), в 7 километрах от Бахчисарая. Ближайшие железнодорожные станции — платформа 1501 км (в селе) и станция Сирень — в 1 километре, Железнодорожное связано автобусным сообщением с Бахчисараем, Севастополем и Симферополем.

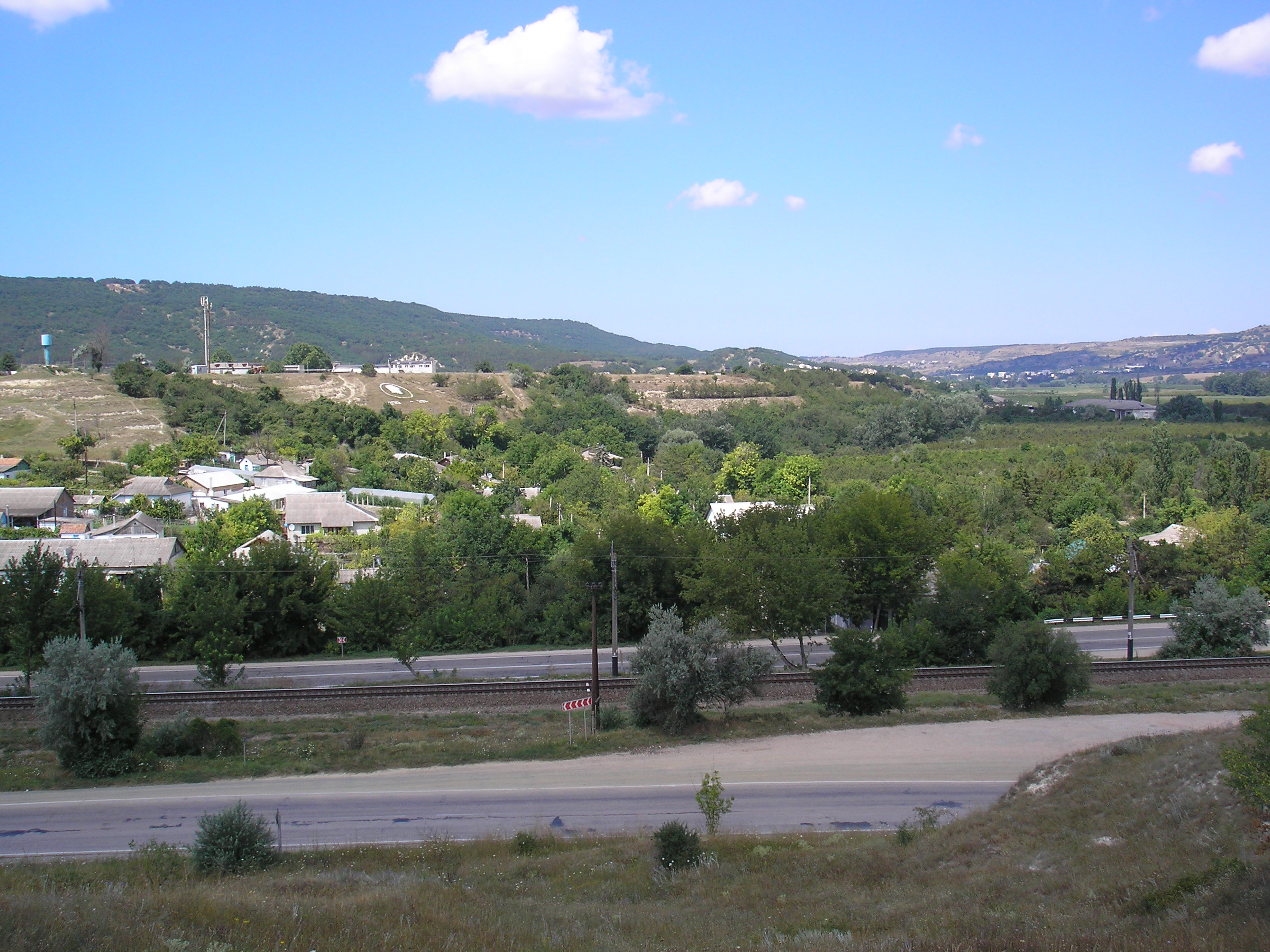
Северная часть села
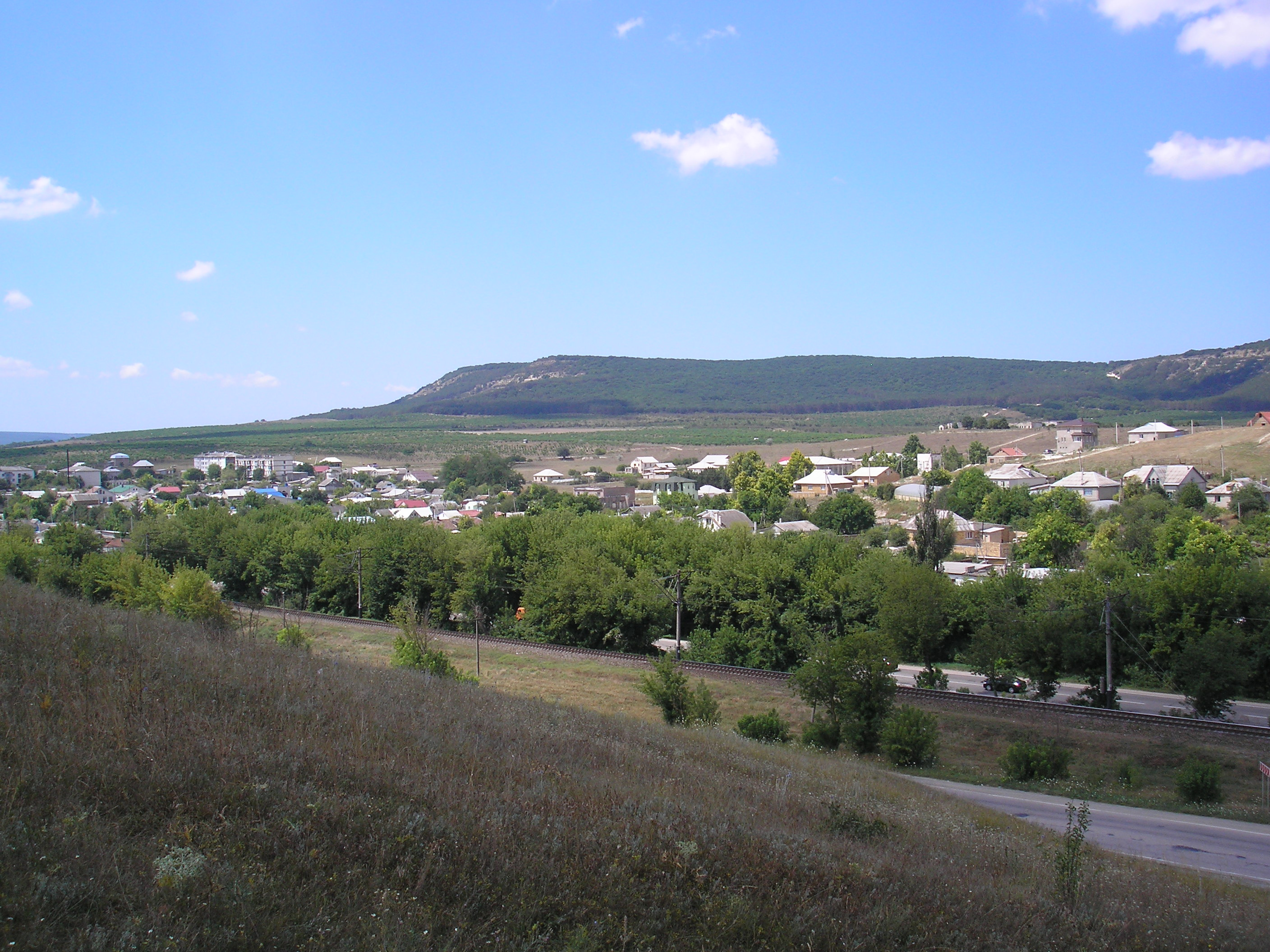
Южная часть села

## История
Село, по данным «Истории городов и сёл Украинской ССР», было основано в 20-х годах XIX века, но, до Великой Отечественной войны, не встречается (на двухкилометровке РККА 1942 года — последней довоенной карте, ещё не обозначено). На 1953 год совхоз Коминтерн входил в Тургеневский сельсовет. 26 апреля 1954 года Крымская область была передана из состава РСФСР в состав УССР. К 1960 году (уже Железнодорожное) и до 1970 года входило в состав упразднённого впоследствии Подгородненского сельского совета, с 1970 — центр сельского совета. На 1974 год в Железнодорожном числилось 689 жителей, по данным переписи 1989 года — проживало 854 человека. С 12 февраля 1991 года село в восстановленной Крымской АССР, 26 февраля 1992 года переименованной в Автономную Республику Крым. С 21 марта 2014 года Железнодорожное в составе Республики Крым России.